# Charles Le Roux

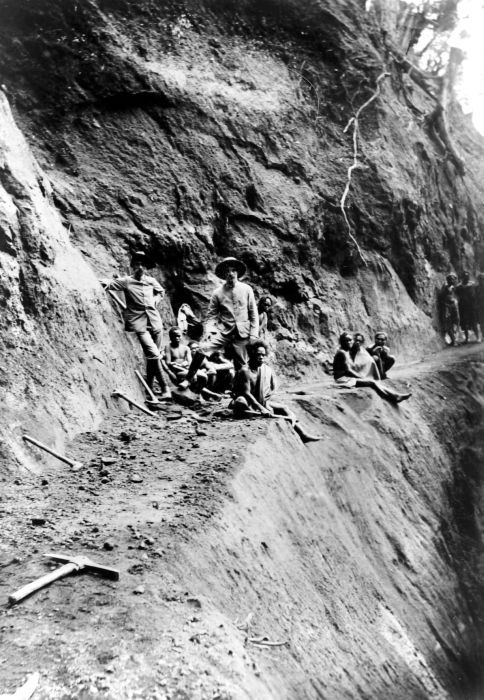
Charles Le Roux (rechts), jhr. De Lannoy en anderen op Midden-Flores (ca. 1918?)

Charles Constant François Marie Le Roux (Assen, 8 juni 1885 - Amsterdam, 8 september 1947) was een Nederlandse antropoloog, museumdirecteur en expeditieleider in Nederlands-Nieuw-Guinea.
Le Roux studeerde aan de KMA in Breda en vertrok in 1908 als tweede luitenant naar Nederlands-Indië om dienst te nemen bij het KNIL. Aanvankelijk nam hij deel aan enkele militaire operaties, maar later specialiseerde hij zich in het in kaart brengen en aanleggen van belangrijke wegtracés in de zogenaamde buitengewesten van Indië. Tussen 1913 en 1920 was Le Roux werkzaam bij de Burgerlijke Openbare Werken. Vanaf 1915 werkte hij op Flores en had daar vanaf 1918 de leiding van de werkzaamheden. In die jaren werd zijn belangstelling gewekt voor de etnologie, waarin hij zich als amateur in korte tijd bekwaamde. Ook maakte hij vele foto's van de overheidsprojecten waaraan hij werkte en van het inheemse leven op Flores en het kleinere eiland Solor.
In 1920 keerde hij terug naar Batavia, waar hij van 1921 tot 1927 leraar was op een technische school. Tevens werd hij adjunct-conservator van het Museum van het Bataviaasch Genootschap van Kunsten en Wetenschappen. Bovendien was hij secretaris van het Indisch Comité voor Wetenschappelijke Onderzoekingen. In die functie kwam hij in 1926 in contact met de Amerikaanse antropoloog Matthew Stirling die met zijn team vanuit Java een expeditie naar een onbekend deel van Nederlands-Nieuw-Guinea aan het organiseren was. Het binnenlands bestuur besloot een kleine Nederlandse wetenschappelijke staf toe te voegen aan deze expeditie die in de officiële bronnen te boek staat als de Nederlands-Amerikaanse Centraal Nieuw-Guinea-expeditie, maar veel bekender is geworden als de Stirlingexpeditie. Naast Matthew Stirling nam Le Roux er aan deel als etnoloog.
Na afloop van de expeditie keerde hij met verlof terug naar Nederland, waar hij korte tijd werkzaam was in het Koloniaal Museum, nu Wereldmuseum Amsterdam, waar ook nog steeds een deel van de etnografische objecten die tijdens de expeditie van 1926 door Le Roux werden verzameld zijn ondergebracht. Ook schonk hij foto's en negatieven aan de collectie. Terug op Java was Le Roux van 1929 - 1933 conservator van het Museum van het Bataviaasch Genootschap, maar in 1934 keerde hij definitief terug naar Nederland, waar hij achtereenvolgens conservator was in het Koloniaal Museum en in het
Rijksmuseum voor Volkenkunde in Leiden. Het was tijdens zijn conservatorschap in Leiden dat Charles Le Roux in  1939 de leiding kreeg over een grote expeditie naar nog niet geëxploreerde westelijke delen van het centrale bergland van Nieuw-Guinea. Na de Zuidwest-Nieuw-Guinea-expeditie van 1904/1905 was dit de tweede expeditie naar Nieuw-Guinea die werd georganiseerd door het Koninklijk Nederlands Aardrijkskundig Genootschap. Officieel heette deze expeditie nogal omslachtig de Expeditie van het KNAG naar het Wisselmerengebied en het Nassau-gebergte op Nederlands-Nieuw-Guinea in 1939, maar is beter bekend als de "Le Roux expeditie". Door oorlogsdreiging moest deze groots opgezette volkenkundige expeditie voortijdig worden afgebroken. Le Roux keerde weer terug naar zijn museum in Leiden, waarvan hij van 1943 tot 1946 directeur was. In de oorlogsjaren werkte hij aan zijn 
magnum opus over de Bergpapoea's, waarin hij ook zijn veldaantekeningen uit 1926 verwerkte. Het driedelige werk, bestaand uit twee delen geïllustreerde leestekst en een grote, indrukwekkende platenatlas met kaarten, foto's en tekeningen, is de meest prestigieuze en chicst uitgevoerde volkenkundige studie die ooit is verschenen over Nederlands-Nieuw-Guinea.
Le Roux overleed in 1947 en heeft de publicatie van zijn levenswerk, waarvan het eerste deel een jaar na zijn dood verscheen, niet kunnen meemaken.

## Enkele foto's van Le Roux

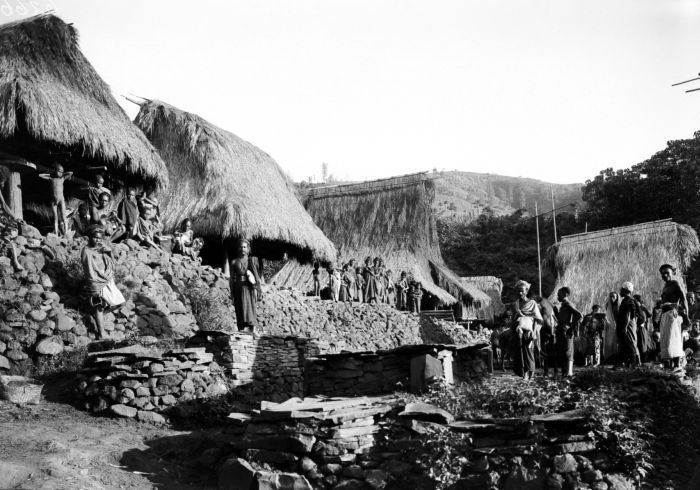
Pemo (Flores), ca. 1915
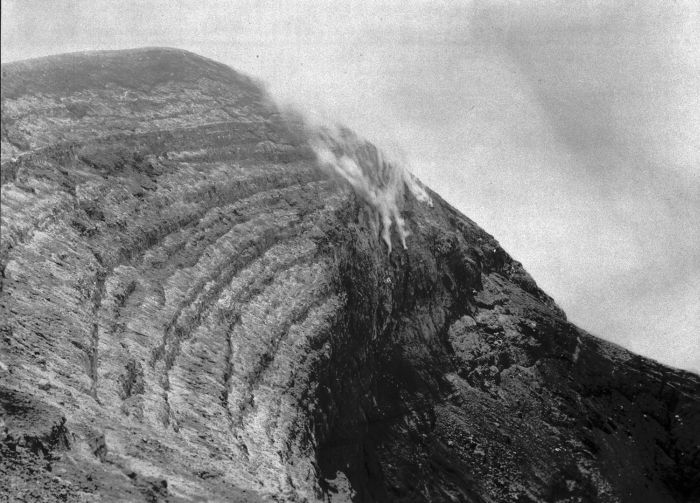
Kraterwand van de vulkaan Iya (ca. 1915)
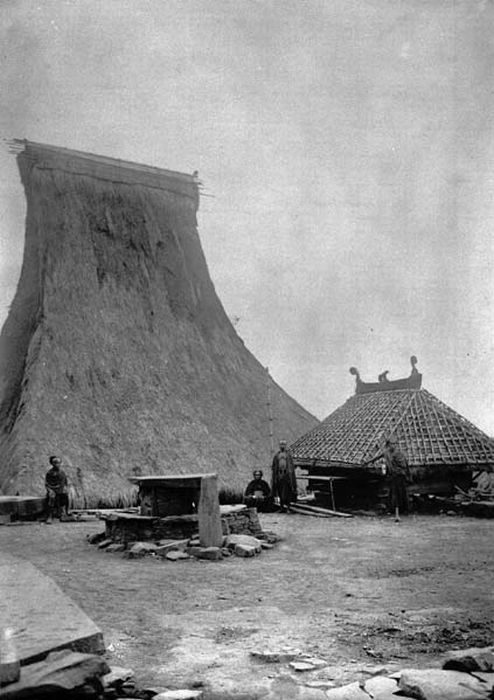
Dorpsplein in Roga Riga (Flores). ca. 1915
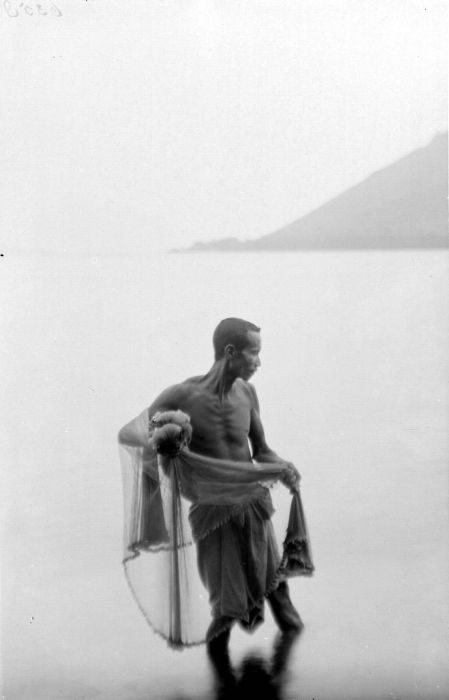
Visser uit Konga
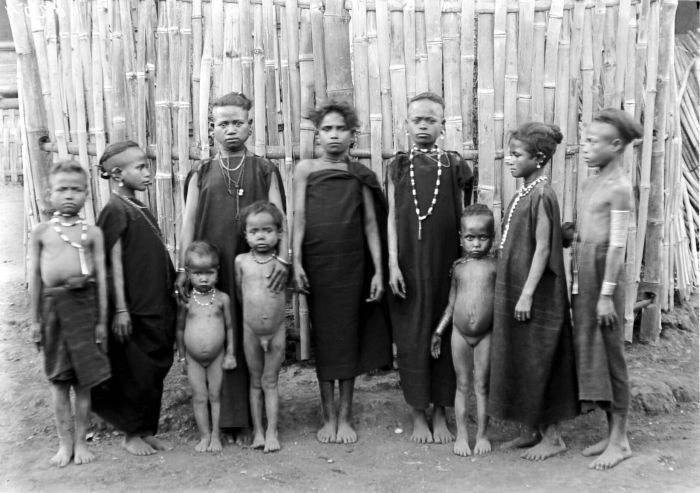
Kinderen en jonge vrouwen (West-Flores)
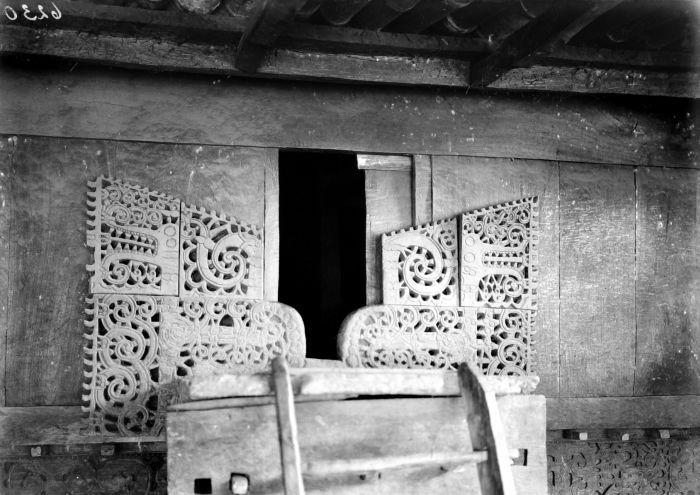
Houtsnijwerk (Flores)

## Selecte bibliografie
- "Expeditie naar het Nassau-gebergte in Centraal Nieuw-Guinea", in: Tijdschrift voor Indische Taal-, Land- en Volkenkunde 66, 1926, pp. 447 - 513.
- "De pas ontdekte bevolking van het Nassaugebergte in Nederl. Centraal Nieuw-Guinea", in: Tijdschrift van het Koninklijk Nederlandsch Aardrijkskundig Genootschap 44, 1927.
- Overzicht van de geschiedenis van het Rijksmuseum voor Volkenkunde 1837-1937. Gedenkschrift uitgegeven bij de heropening op den 30sten November 1937. Leiden: RMV, 1937.
- "Madoereesche krisheften", in: Cultureel Indië 8, 1946, pp. 161 - 171.
- "Het westelijk deel van Ned. Centraal Nieuw-Guinea in de oorlogsjaren", in: Tijdschrift van het Koninklijk Nederlandsch Aardrijkskundig Genootschap 64, 1947.
- De Bergpapoea's van Nieuw-Guinea en hun woongebied, 3 dln. Leiden: E.J. Brill, 1948 - 1951.

## Over Le Roux
- 'Charles Constant François Marie Le Roux (1885-1947)', in: David van Duuren et al., Oceania at the Tropenmuseum. Amsterdam: KIT Publishers, 2011, p. 95.

- International Standard Name Identifier: 0000 0000 6392 2839
- Library of Congress Control Number: n97863276
- Nederlandse Thesaurus van Auteursnamen: 069759332
- Virtual International Authority File: 63309297
- WorldCat: E39PBJtxkrk7FyBprYmrdqRxjC